# The Soul Survivors
The Soul Survivors är en amerikansk musikgrupp bildad 1967 med sitt starka fäste i Philadelphia. Medlemmar i gruppen var Charles Ingui, Richard Ingui (bröder), Kenny Jerimiah (alla tre sång), Chuck Trois (gitarr), Paul Venturini (orgel), och Joseph Forgeon (trummor). Detta var en vit soulgrupp, vilket inte var helt vanligt på den tiden. De hade en stor amerikansk hitsingel med "Expressway to Your Heart" sent 1967. Låten nådde fjärdeplatsen på Billboard Hot 100. Ingen av uppföljarna blev så framgångsrika men "Explosion in Your Soul" nådde plats #33 på Billboadlistan. Gruppen upplöstes redan året därpå. En kort återförening blev det i mitten på 1970-talet. Gruppen är fortsatt aktuell och ger uppträdanden. Gruppen är också känd som startskott för producenterna Leon Huff och Kenny Gamble.

## Diskografi
Studioalbum
- When the Whistle Blows Anything Goes (1967)
- Take Another Look (1968)
- The Soul Survivors (1974)

Singlar
- Expressway to Your Heart / Hey Gyp (1967)
- Explosion in Your Soul / Dathon's Theme (1967)
- Impossible Mission (Mission Impossible) / Poor Man's Dream (1968)
- Turn Out the Fire / Go Out Walking (1968)
- Mama Soul / Tell Daddy (1969)
- Tempting 'Bout to Get Me / Still Got My Head (1970)
- City of Brotherly Love / Best Time Was the Last Time (1974)
- Lover to Me / Lover to Me (1974)
- What It Takes / Virgin Girl (1975)
- Happy Birthday America (Part 1) (1976)

Samlingsalbum
- Expressway to Your Heart (1997)